# Aéroport international de Norfolk
Pour les articles homonymes, voir Norfolk.
L'aéroport international de Norfolk, (code IATA : ORF • code OACI : KORF • code FAA : ORF) est un aéroport domestique et international desservant la ville de Norfolk, ville indépendante de Virginie (États-Unis). L'aéroport dessert la région de Hampton Roads, en particulier Virginia Beach et Williamsburg.

## Compagnies et destinations
| Compagnies         | Destinations | Refs   |
| ------------------ | --- | ------ |
| Allegiant Air      | Fort Lauderdale-Hollywood, Jacksonville, Orlando-Sanford En saison : Boston Logan, Cincinnati-Northern Kentucky, Columbus (Rickenbacker Int'l), Punta Gorda (Floride) | [ 2 ]  |
| American Airlines  | Charlotte-Douglas, Dallas-Fort Worth En saison : Miami | [ 3 ]  |
| American Eagle     | Charlotte-Douglas, Chicago-O'Hare, New York-John F. Kennedy, New York-LaGuardia, Philadelphie, Washington-Reagan En saison : Miami | [ 3 ]  |
| Breeze Airways     | Charleston, Hartford-Bradley, Las Vegas-Harry-Reid, Los Angeles (débute mai 19, 2023), La Nouvelle-Orléans-L. Armstrong, Providence-T. F. Green, Tampa, Palm Beach, Comté de Westchester En saison : Akron-Canton (débute juin 1, 2023), John Glenn Columbus (reprend le mai 26, 2023), Jacksonville (reprend le mai 18, 2023), Islip (Long Island Mac Arthur), Pittsburgh (reprend le mai 18, 2023), Portland (Maine) (débute juin 2, 2023), Syracuse-Hancock (débute juin 1, 2023) | [ 7 ]  |
| Delta Air Lines    | Atlanta H.-Jackson En saison : Détroit | [ 8 ]  |
| Delta Connection   | Boston Logan, Détroit, New York-John F. Kennedy, New York-LaGuardia | [ 8 ]  |
| Frontier Airlines  | Denver, Orlando | [ 9 ]  |
| Southwest Airlines | Baltimore-T. Marshall, Chicago-Midway, Nashville, Orlando En saison : Dallas-Love Field, Denver | [ 10 ] |
| Spirit Airlines    | Fort Lauderdale-Hollywood, Orlando | [ 11 ] |
| United Airlines    | Chicago-O'Hare, Denver, Washington-Dulles En saison : Houston-George Bush, Newark-Liberty | [ 12 ] |
| United Express     | Chicago-O'Hare, Houston-George Bush, Newark-Liberty, Washington-Dulles En saison : Denver | [ 12 ] |

Édité le 28/03/2023

## Statistiques
C'est le 71e aéroport nord-américain avec plus de 3,4 millions de passagers qui y ont transité en 2009
Pour des raisons techniques, il est temporairement impossible d'afficher le graphique qui aurait dû être présenté ici.

Voir la requête brute et les sources sur Wikidata.